# Droga światła
Droga światła (łac. Via lucis) – nabożeństwo odprawiane w Kościele katolickim w okresie wielkanocnym. Nabożeństwo powstało we Włoszech w 1988 roku w rodzinie salezjańskiej. Inspiracją do jej powstania były freski z katakumb św. Kaliksta w Rzymie przedstawiające zmartwychwstanie Jezusa Chrystusa, który przechodzi z ciemności do światła (stąd nazwa Droga Światła). W latach 90. nabożeństwo było stopniowo rozpowszechniane na całe Włochy. Droga Światła została umieszczona w oficjalnym modlitewniku na Wielki Jubileusz Roku 2000. W 2002 roku została oficjalnie zatwierdzona przez rzymską Kongregację ds. Kultu Bożego i Dyscypliny Sakramentów. Od tamtego czasu w wielu parafiach na świecie wprowadzono jej odprawianie.
Głównym celem tego nabożeństwa jest podkreślenie znaczenia czasu wielkanocnego w Kościele. Zmartwychwstanie Jezusa Chrystusa jest dla chrześcijan kluczowym wydarzeniem w przeżywaniu wiary, jednak brakuje rozważania tej tematyki poza liturgią. Jest to prawdopodobnie wynik akcentowania duchowości pasyjnej, a więc związanej z męką i śmiercią Chrystusa (w efekcie zrodziły się popularne w wielkim poście nabożeństwa: droga krzyżowa czy Gorzkie żale).
Droga Światła i Droga Krzyżowa mają sobie wzajemnie odpowiadać. O ich podobieństwie przypominają łacińskie nazwy: Via Crucis (droga krzyża) i Via Lucis (droga światła). Identyczna jest liczba stacji. Proponowane stacje drogi światła oparte są na wydarzeniach odnotowanych w Nowym Testamencie. Są to:
- Stacja I – Jezus powstaje z martwych
- Stacja II – Apostołowie przybywają do pustego grobu
- Stacja III – Zmartwychwstały Pan objawia się Marii Magdalenie
- Stacja IV – Zmartwychwstały Pan ukazuje się uczniom na drodze do Emaus
- Stacja V – Zmartwychwstały Pan objawia się uczniom przy łamaniu chleba
- Stacja VI – Zmartwychwstały Pan ukazuje się apostołom
- Stacja VII – Zmartwychwstały Pan przekazuje uczniom władzę odpuszczania grzechów
- Stacja VIII – Zmartwychwstały Pan umacnia wiarę Tomasza
- Stacja IX – Zmartwychwstały Pan spotyka uczniów nad Jeziorem Galilejskim
- Stacja X – Zmartwychwstały Pan przekazuje władzę pasterską Piotrowi
- Stacja XI – Zmartwychwstały Pan daje uczniom nakaz misyjny
- Stacja XII – Zmartwychwstały Pan wstępuje do Ojca
- Stacja XIII – Uczniowie z Maryją oczekują w wieczerniku na Zesłanie Ducha Świętego
- Stacja XIV – Zmartwychwstały Pan posyła uczniom obiecanego Ducha

Należy zaznaczyć, iż ze względu na małą popularność tego nabożeństwa jego ostateczny kształt nie jest jeszcze ustalony. Nie ma też żadnych sugestii, jak często i w jakie dni ma się ono odbywać. Dobrze jeśli to nabożeństwo jest odprawiane po zapadnięciu zmroku, aby podkreślić symbolikę światła. Jeśli to możliwe, droga światła powinna mieć formę procesji. Wówczas na jej czele jest niesiony paschał, krzyż z czerwoną stułą lub figura Zmartwychwstałego i ewangeliarz. Wierni niosą zapalone świece. Przy każdej stacji powtarza się wezwanie, które również nie ma jeszcze jednolitej formy; można wybrać jedną z trzech wersji:
- K.: Witaj, Jezu Chryste Zmartwychwstały. W.: Albowiem przez Swą Śmierć i Zmartwychwstanie odkupiłeś nas, Panie.
- K.: Kłaniamy się Tobie, Chryste, i błogosławimy Ciebie. W.: Żeś przez Paschę Swoją świat odkupić raczył.
- K.: Kłaniamy Ci się, Zmartwychwstały Chryste, i błogosławimy Ciebie. W.: Że przez śmierć i zmartwychwstanie swoje dałeś życie światu.